# Strømmen
Strømmen is een plaats in de Noorse gemeente Lillestrøm in fylke Akershus. Strømmen telt ongeveer 8.000 inwoners. De plaats ligt ten oosten van Oslo en wordt gerekend tot de agglomeratie Oslo.
Strømmen heeft een station langs Hovedbanen. Van het station vertrekt ieder half uur een trein naar Oslo. De plaatselijke voetbalclub, Strømmen IF speelt meestal op het tweede niveau.